# Nazorjeva ulica (Ljubljana)
Nazorjeva ulica (deutsch: Nazor) ist der Name einer Fußgängerstraße im Stadtbezirk Center von Ljubljana der Hauptstadt Sloweniens. Benannt ist sie nach dem kroatischen Schriftsteller, Lyriker und Übersetzer Vladimir Nazor (1876 bis 1949).

## Geschichte
Die Straße wurde 1876 als Franziskanergasse angelegt. Ihren heutigen Namen führt sie seit 1952.

## Lage
Die Straße beginnt in der Altstadt von Ljubljana an der Miklošičeva cesta und verläuft etwas mehr als 200 Meter nach Westen bis zur Slovenska cesta.  

## Abzweigende Straße
Von der  Nazorjeva ulica zweigt nach Norden die Ajdovščina-Straße ab.

## Bauwerke und Einrichtungen
Die wichtigsten Bauwerke und Einrichtungen entlang der Straße sind:
- Mariä-Verkündigung-Kirche (Ljubljana)
- Grand Hotel Union